# Kurt Cobain
Kurt Donald Cobain (ur. 20 lutego 1967 w Aberdeen, zm. 5 kwietnia 1994 w Seattle) – amerykański piosenkarz i muzyk grunge’owy, najbardziej znany jako wokalista, gitarzysta, kompozytor i autor tekstów założonego w 1987 wraz z Kristem Novoselicem i Aaronem Burckhardem zespołu Nirvana.
W 2003 został sklasyfikowany na 12. miejscu listy 100 najlepszych gitarzystów wszech czasów magazynu „Rolling Stone”, a w 2006 na 20. miejscu listy 100 najlepszych wokalistów wszech czasów według „Hit Parader“. Uznawany za jedną z najbardziej kultowych postaci rockowej muzyki alternatywnej.

## Życiorys
Urodził się 20 lutego 1967 w Aberdeen w stanie Waszyngton jako syn Donalda Cobaina i jego żony Wendy z domu Fradenburg, którzy pobrali się 31 lipca 1965. Jego ojciec pracował jako mechanik, a matka zajmowała się dziećmi. 24 kwietnia 1970 urodziło im się kolejne dziecko, córka Kimberly. W lutym 1976 Cobainowie się rozstali, co spowodowało, że Kurt zamknął się w sobie i znienawidził oboje rodziców. Mimo że sąd przyznał matce prawo do opieki nad synem, chłopiec zamieszkał z ojcem, a matkę odwiedzał w weekendy.
Z czasem przeszedł nastoletni bunt, który objawiał się pyskowaniem, odmawianiem wykonywania obowiązków i znęcaniem się nad innymi dziećmi. Ojciec chłopca zwrócił się o pomoc do terapeuty, a ten zalecił, aby chłopiec wychowywany był tylko przez jedną rodzinę. W 1979 roku matka Kurta przekazała pełne prawo do opieki nad synem jego ojcu. Nowa rodzina nie poradziła sobie z dorastającym, zbuntowanym chłopakiem, a macocha w końcu nakazała Donowi, aby Kurt wyniósł się z domu. Ten więc podrzucał dziecko swoim znajomym i rodzinie w nadziei, że ten gdzieś zostanie na stałe. Kurt przez jakiś czas mieszkał z przyjacielem, którego rodzina była bardzo wierząca, dlatego sam zaczął uczęszczać regularnie do kościoła, ale potem odrzucił chrześcijaństwo. Czuł się odrzucony nie tylko w domu, ale i w szkole. Gdy zaprzyjaźnił się z homoseksualnym kolegą, zaczął być dręczony przez rówieśników. W czasie swojej kariery muzycznej często słyszał potem pytania o swoją seksualność. Odpowiadał, że w młodości nie miał nic przeciwko łatce geja, ponieważ nie lubił ludzi, a kiedy myśleli, że jest osobą homoseksualną, to go unikali. Pojawiły się u niego również pierwsze myśli samobójcze, a nawet próba ich realizacji – pewnego dnia położył się na torach i czekał na nadjeżdżający pociąg, ten jednak przejechał obok. Doświadczenie to przeraziło Kurta, który postanowił wziąć się za siebie. 

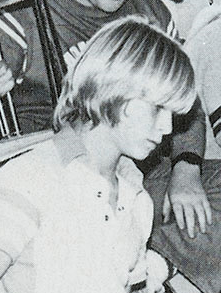
Kurt Cobain (1981)

W drugim roku szkoły średniej zamieszkał z matką w Aberdeen. Cobain rzucił szkołę średnią zaledwie dwa tygodnie przed jej ukończeniem, ponieważ zdał sobie sprawę, że nie ma wystarczającej liczby punktów, aby ją ukończyć. Matka postawiła mu ultimatum: albo znajdzie pracę, albo wyrzuci go z domu. Po tygodniu znalazł swoje ubrania i inne rzeczy spakowane w pudłach. Czując się wygnany, mieszkał u przyjaciół, od czasu do czasu wkradając się z powrotem do piwnicy matki. Przez pewien czas był bezdomny, mieszkał wtedy pod mostem. Po zamieszkaniu z Tracy Marander, swoją ówczesną dziewczyną, Cobain porzucił dorywcze prace dozorcy i sprzątacza. Marander utrzymywała parę, a Cobain spędzał większość czasu na relaksie, oglądając telewizję i koncentrując się na projektach artystycznych.
Od dzieciństwa interesował się muzyką, początkowo słuchał zespołów The Beatles i The Monkees, a pod koniec lat 70. zainteresował się twórczością grup: Kiss, Black Sabbath, Sex Pistols i The Clash. W 1985 założył punkowy zespół Fecal Matter, w którym grał z Dale Croverem i Buzzem Osbornem. Zespół nie odniósł sukcesu i szybko zakończył działalność.
Międzynarodową sławę przyniósł mu, założony w 1987 z Kristem Novoselicem, grunge’owy zespół Nirvana, którego był wokalistą, gitarzystą oraz autorem tekstów.
W sierpniu 1992 Nirvana zagrała koncert na Reading Festival, który przeszedł do historii jako jeden z najlepszych koncertów Nirvany. Cobain – z powodu olbrzymiej fali plotek o jego pogłębiającym się uzależnieniu i pogarszającym stanie zdrowia – wjechał na scenę na wózku inwalidzkim, ubrany w szpitalne odzienie, po czym wstał i zagrał koncert, który porwał tłum. Niecałe dwa tygodnie później Nirvana dała kolejny ważny występ, tym razem na rozdaniu MTV Video Music Awards. Cobain pokazał tam swój buntowniczy charakter – zaśpiewał początek utworu „Rape Me” pomimo wyraźnych zakazów dyrektorów MTV, a gdy skończył grać utwór „Lithium”, zaczął dewastować instrumenty znajdujące się na scenie.
W październiku 1993 Cobain spotkał się z Williamem S. Burroughsem w Lawrence. Cobain zaproponował Burroughsowi rolę starca na krzyżu w teledysku do utworu Heart-Shaped Box. Próbując przekonać Burroughsa do udziału, zaproponował, że zasłoni jego twarz, aby nikt poza samym Kurtem nie wiedział o jego wystąpieniu. Burroughs odmówił. Wyprodukowali utwór „The 'Priest' They Called Him”. Burroughs nie był zaskoczony samobójstwem Cobaina. Sądził, że Cobain „zawiódł swoją rodzinę” i „zdemoralizował fanów”, popełniając samobójstwo.

## Życie prywatne
W lutym 1992 podczas skromnej uroczystości na Waikiki Beach na Hawajach poślubił Courtney Love, liderkę zespołu Hole. 18 sierpnia 1992 urodziła im się córka, Frances Bean. Cobain deklarował się jako agnostyk, był peskatarianinem, feministą i sojusznikiem osób LGBT na długo przed tym, jak stał się sławny. Często i chętnie krytykował homofobów, rasistów i mizoginów, nieraz wypraszając takie osoby ze swoich koncertów i prosił, by nie kupowały jego muzyki, a także głosił wyższość kobiet nad mężczyznami. Na koncertach często zakładał na scenie sukienki. Powiedział też, że gdyby nie jego żona, Courtney Love, identyfikowałby się jako osoba biseksualna. Menadżer zespołu Nirvana z początków ich kariery, Danny Goldberg, napisał w swojej książce: ,,O ile mi wiadomo, Kurt nigdy nie miał romansów z mężczyznami". Cobain był leworęczny, jednak jak wiele osób w tamtych czasach był zmuszany do pisania prawą ręką.

## Nałóg
Od wczesnej młodości cierpiał na chroniczne bóle brzucha, których jednak nie potrafili zdiagnozować lekarze. Brał narkotyki – bo jak twierdził – tylko one pomagały mu w uśmierzeniu bólu.
Po raz pierwszy miał styczność z narkotykami w wieku 13 lat, kiedy to po raz pierwszy zapalił konopie indyjskie. Z wiekiem zaczął eksperymentować i zażywać różne rodzaje substancji, m.in. LSD. Był również podatny na alkoholizm. Pierwszy raz pił alkohol w 7 klasie (około 12 lat). Palił też nałogowo papierosy. W 1986 po raz pierwszy zażył heroinę, która w latach 80. i 90. była bardzo popularna i łatwo dostępna w Waszyngtonie, rodzinnym stanie Cobaina. Później zażywał heroinę sporadycznie – dopiero w latach 90. na skutek zwiększającej się sławy i bólu brzucha uzależnienie muzyka się pogłębiło.

## Samobójstwo

List samobójczy Kurta Cobaina

Na początku 1994 roku Nirvana udała się na europejską część  trasy koncertowej promującą album In Utero. Tuż po przybyciu do Terminal Eins w Monachium, u Cobaina wykryto zapalenie oskrzeli oraz krtani. Następny występ zespołu został odwołany. 4 marca, w Rzymie, Courtney Love znalazła Cobaina nieprzytomnego w pokoju hotelowym. Wokalista został odwieziony do szpitala. Lekarze stwierdzili, że przyczyną utraty przytomności była reakcja organizmu na połączenie przepisanego Cobainowi leku, Rohypnolu, z alkoholem. Odwołano pozostałą część trasy koncertowej, włącznie z zaplanowanym etapem w Wielkiej Brytanii. Żona Cobaina, Courtney Love, potwierdziła później, że przedawkowanie Cobaina było jego próbą samobójczą.
Pogłębiające się uzależnienie od narkotyków spowodowało, że Cobain 30 marca 1994 zgłosił się do kliniki odwykowej w Los Angeles, gdzie po raz ostatni spotkał się z córką. Znajomi wspominają, że nic nie wskazywało na zły nastrój Cobaina i zbliżającą się tragedię. Artysta po dwóch dniach pobytu uciekł z kliniki. 2 kwietnia Cobain wziął taksówkę do sklepu z bronią w Seattle, gdzie kupił naboje do strzelby. Cobain powiedział taksówkarzowi, że chce kupić naboje, ponieważ został okradziony. 3 kwietnia Courtney Love zatrudniła prywatnego detektywa, Toma Granta, aby odnalazł jej męża. Nirvana wycofała się z udziału w Festiwalu Lollapalooza, co 7 kwietnia rozpętało plotki o rozpadzie zespołu.
8 kwietnia 1994 w pomieszczeniu nad garażem przy rezydencji Cobainów odnaleziono ciało Kurta. Znalazł je elektryk Gary Smith, który przyjechał zainstalować system ochronny. Sekcja zwłok wykazała, że muzyk zmarł już trzy dni wcześniej z powodu postrzału w głowę. Przy ciele muzyka znaleziono paczkę papierosów Camel Lite, na wpół pustą puszkę piwa korzennego, strzykawki oraz list pożegnalny skierowany do fanów, córki i żony. W liście napisał: Od lat nie ekscytuje mnie ani słuchanie, ani pisanie muzyki. Z tego powodu mam tak silne poczucie winy, że trudno mi wyrazić je słowami. Chodzi o to, że nie mogę was nabierać. (...) Największą zbrodnią, jaką mógłbym popełnić, byłoby zniechęcenie ludzi do mojej twórczości udawaniem, pozorowaniem, że doskonale się bawię. (...) Nie mogę się uwolnić od poczucia winy i frustracji, od empatii dla wszystkich. Tyle w was dobra i po prostu za bardzo kocham ludzi. Tak bardzo, że jest mi zbyt... smutno i czuję się mało wrażliwy oraz niewdzięczny... Więc pamiętajcie: lepiej ze sobą skończyć, niż stopniowo odchodzić w cień.
Policja wykonała zdjęcia zwłok wokalisty, jednak decyzją sądu nie zostaną one upublicznione.
Urna z prochami Cobaina została złożona przez Courtney Love w buddyjskim klasztorze Namgyal w Ithace w stanie Nowy Jork.

## Wybrana filmografia
| Tytuł                              | Rok  | Rola                     | Uwagi                                         | Źródło |
| ---------------------------------- | ---- | ------------------------ | --------------------------------------------- | ------ |
| 1991: The Year Punk Broke          | 1992 | jako on sam              | film dokumentalny, reżyseria: David Markey    | [ 32 ] |
| Kurt & Courtney                    | 1998 | jako on sam (mat. arch.) | film dokumentalny, reżyseria: Nick Broomfield | [ 33 ] |
| Rock Babylon                       | 1998 | jako on sam (mat. arch.) | film dokumentalny, reżyseria: Rik Lander      | [ 34 ] |
| (This Is Known as) The Blues Scale | 2004 | jako on sam (mat. arch.) | film dokumentalny, reżyseria: David Markey    | [ 35 ] |
| Kurt Cobain About a Son            | 2006 | jako on sam (mat. arch.) | film dokumentalny, reżyseria: AJ Schnack      | [ 36 ] |
| Cobain: Montage of Heck            | 2015 | jako on sam (mat. arch.) | film dokumentalny, reżyseria: Brett Morgen    | [ 37 ] |

## Dziedzictwo
Billy Corgan z The Smashing Pumpkins stwierdził, że Cobain otworzył drzwi dla wszystkich na alternatywnej scenie rockowej lat 90.
W 2018 r. przekształcono jego odręczne pismo na font komputerowy.